# Чернятин (Хмільницький район)
Черня́тин — село в Україні, у Калинівській міській громаді Хмільницького району Вінницької області. Населення становить 734 особи.
Селом протікає річка Бузинова, права притока Десни (лівої притоки Південного Бугу).

## Географія
Від адміністративного центру громади село віддалене на 18 км і на 4 км від залізничної станції Голендри. 

## Історія
З ? тому "Дій резиденцій..." Романа Афтаназія дізнаємося, що Чернятин довгий час був одним з сіл (разом з Слобідкою і Топорівкою) маньковецького ключа.
Колись ці землі належали родині Свірщів (Swierszczow h. Jastrzebiec), аж поки Ян Свірщ в середині XVI ст. не помінявся з державою: він їй Маньківці, вона йому Гусятин і Кутківці. Пізніше Чернятин належав Виговським, Любомирським і Понінським.
У 1730 р., за сто років до зведення палацу, король Польщі Август ІІ віддав маньковецький ключ Томашу Домбському. Від нього ключ перейшов до сина Юзефа, кавалера ордена св. Станіслава, а далі до дочки вже Юзефа, Теклі, яка одружилася з Ігнацієм Вітославським.
У 1820 році було збудовано палац. Біля палацу знаходився ландшафтний парк, закладений przez ogrodnika Діонісієм Міклером, twórcę parków i ogrodów na Волині i Поділлі.
Після польського повстання 1863 року маєтки учасників виступу були конфісковані в казну і продані, причому маєтки не могли продаватися полякам. Пан Вітославський у повстанні взяв участь, тому його спіткала та ж доля — конфіскація. Так у 1865 році власниками Чернятина стали московські дворяни Микола Олександрович та Марія Михайлівна Львови..
У палаці розташований Чернятинський коледж ВНАУ
На південний захід від села було окреме поселення — хутір. Його теж назвали Чернятином, але через те, що це був тільки хутір, стали називати Малим Чернятином.
До революції 1917 року селом володіли пани Паляж та Домбровський. Пан і багаті селяни займали 2500 га землі, а бідняки мали у користуванні 932 га.[джерело не вказане 387 днів]
У 2017 році село увійшло до складу Новогребельської сільської громади.
12 червня 2020 року, відповідно до Розпорядження Кабінету Міністрів України № 707-р, «Про визначення адміністративних центрів та затвердження територій територіальних громад Вінницької області», увійшло до складу Калинівської міської громади.
19 липня 2020 року, в результаті адміністративно-територіальної реформи і ліквідації Калинівського району, село увійшло до складу новоутвореного Хмільницького району.

## Освіта
У селі у палаці Вітославських — Львових знаходиться Чернятинський фаховий коледж Вінницького національного аграрного університету.

## Люди
В селі народився Костир Микола Трохимович (1818—1853) — український філолог.